# Septfonds
Septfonds település Franciaországban, Tarn-et-Garonne megyében. Lakosainak száma 2254 fő (2022. január 1.). Septfonds Caussade, Cayriech, Lavaurette, Monteils, Saint-Antonin-Noble-Val, Saint-Cirq és Saint-Georges községekkel határos.

## Népesség
A település népessége az elmúlt években az alábbi módon változott:
| Lakosok száma | 2160 | 2193 | 2246 | 2212 | 2225 | 2238 | 2261 | 2248 | 2254 |
|               | 2013 | 2015 | 2016 | 2017 | 2018 | 2019 | 2020 | 2021 | 2022 |